# Colletes marleyi
Colletes marleyi is een vliesvleugelig insect uit de familie Colletidae. De wetenschappelijke naam van de soort is voor het eerst geldig gepubliceerd in 1919 door Cockerell.
De diersoort komt voor in Zimbabwe.